# Klint Baltique

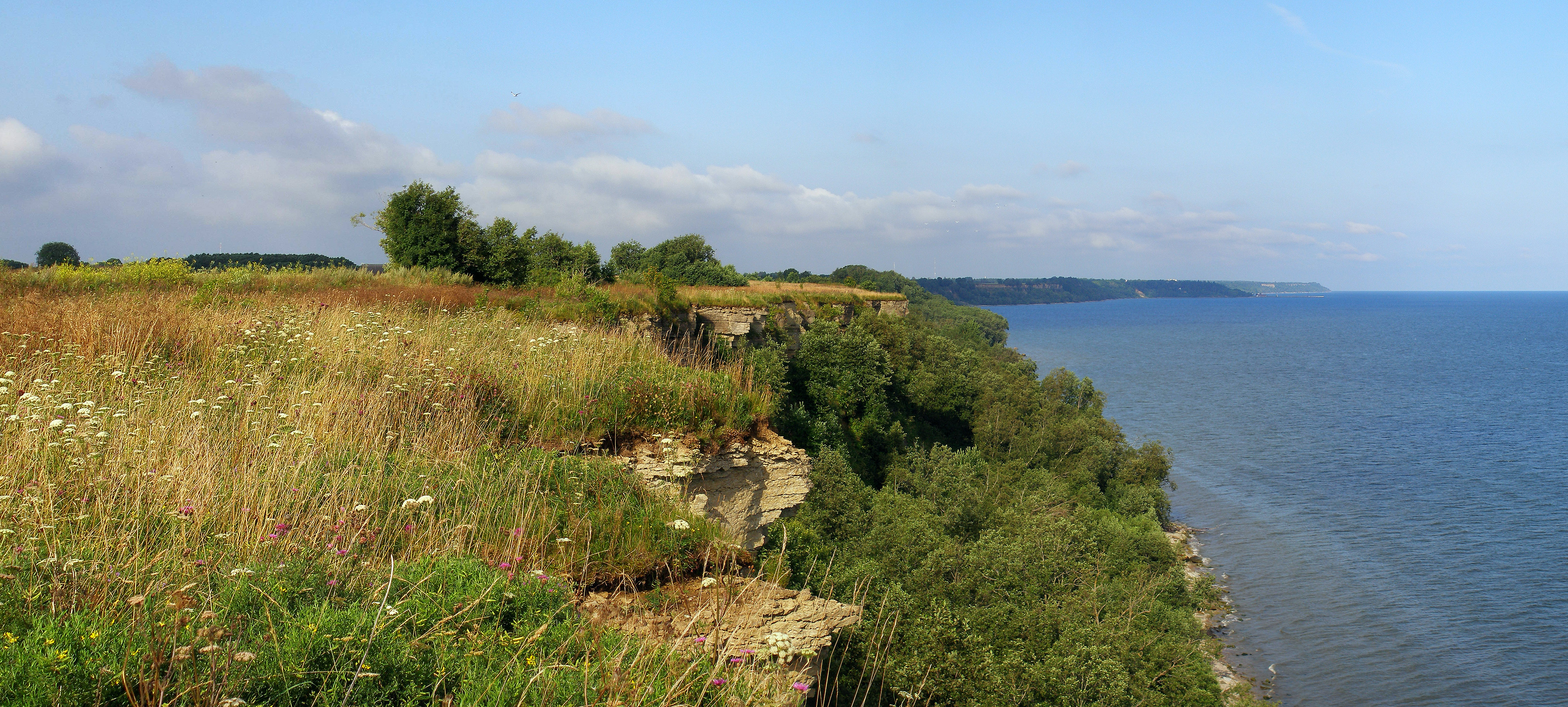
Le klint Baltique dans le comté de Viru oriental, en Estonie.

Le klint Baltique (également clint ou glint) est un escarpement et cuesta calcaire présent à travers la mer Baltique, des îles suédoises de Gotland and Öland à l'Estonie et à l'oblast de Léningrad en Russie.
Le klint Baltique est un relief encore actif, présentant un léger recul. Il n'est pas clair toutefois à que point le klint titre son origine de l'époque post-glaciaire ou s'il a évolué à partir de falaises sculptées par la calotte glaciaire fennoscandienne. Au XXe siècle sur l'île de Gotland, la vitesse de recul de la falaise a été estimée entre 0,15 et 0,78 cm/an.

## Géographie

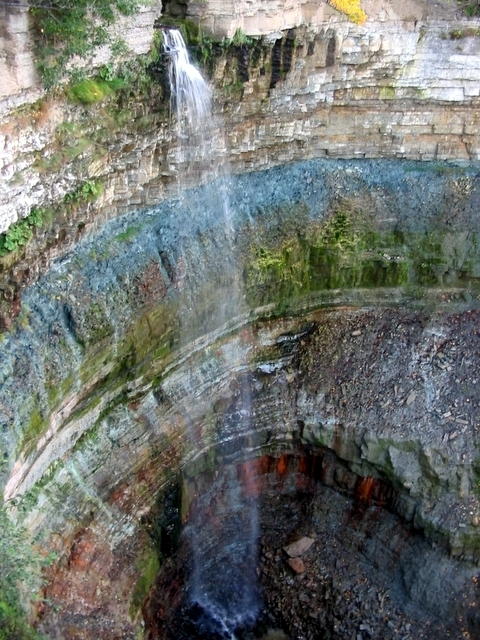
La cascade de Valaste, provoquée par le klint Baltique.

Le klint Baltique s'étend sur environ 1 200 km, depuis l'île suédoise d'Öland, traversant le plateau continental et les îles estoniennes d'Osmussaar et Grande Pakri jusqu'à Paldiski, puis le long de la côte sud du golfe de Finlande et de la Neva, jusqu'à une région au sud du lac Ladoga en Russie, où il disparaît sous des dépôts sédimentaires plus récents.
Il culmine à 55,6 m d'altitude à Ontika, en Estonie. Il est traversé par de nombreuses rivières (dont la Narva, la Louga, l'Ijora (en) et la Tosna), provoquant cascades et rapides. La plus haute chute d'eau est la cascade de Valaste, haute de 25 m.

## Billets de banque
En Estonie, le klint a figuré sur les billet de banque de 50 couronnes en 1928 et de 100 couronnes en 1992.

## Protection
Depuis 2004, une partie du klint est inscrite par l'Estonie sur sa liste indicative du patrimoine mondial.